# Natural2 -DUO-
《Natural2 -DUO-》是由FAIRYTALE於2000年5月26日發售的戀愛冒險類型成人遊戲，Natural系列的第二部作品。後來移植到Game Boy Advance和PlayStation 2平台，也改編成OVA和小說。

## 角色
奈良橋翔馬
本作的男主角，出身於星和藝術學院，任職雑誌社的工作。
鳥海千紗都（聲優：長崎みなみ）
身高：161cm，三圍：78/56/83，生日：2月2日，血型：AB型
本作的女主角，與空是雙子姊妹，小時候父母雙亡後被翔馬的祖父收養。
鳥海空（聲優：永瀬江美弥）
身高：161cm，三圍：78/56/83，生日：2月2日，血型：AB型
本作的女主角，星和藝術學院的學生。
江崎日奈美（聲優：ひなたぼっ子（PC）、倖月美和（PS2）））
身高：159cm，三圍：93/58/84，生日：1月1日，血型：A型
雑誌社編輯部的員工。
端本久美子（聲優：さかもとみずき）
身高：163cm，三圍：85/58/86，生日：7月25日，血型：O型
住在隔壁的寡婦。
（聲優：草柳順子）
身高：149cm，三圍：70/47/72，生日：2月14日，血型：B型
翔馬恩師安岐山康二的女兒。

## 主題曲
CD版片頭曲「せつない糸」
作詞：金杉肇、吉田文，作曲：吉田文，主唱：國武美由紀
DVD版片頭曲「ふりつもる想い 〜DreamSnow〜」
作詞、作曲：吉田文，主唱：Mayumi
片尾曲「季節を抱きしめて」
作詞：金杉肇、吉田文，作曲：吉田文，主唱：國武美由紀
DVD/PS2版挿入曲「もっとあなたにつたえたい」
作詞、作曲：吉田文，主唱：Mayumi

## OVA
同名OVA是由Arms製作的成人動畫，由GREEN BUNNY發售共四集，2012年10月19日發售合集共兩集。
集數列表
| 集數 | 中文標題 | 日文標題  | 劇本           | 分鏡           | 演出           | 作画監督         | 發售日         |
| ---- | -------- | --------- | -------------- | -------------- | -------------- | ---------------- | -------------- |
| 1    | 千紗都   | CHI-SA-TO | たかおかよしお | よしもときんじ | くし秀彰       | 牧田良信         | 2001年11月25日 |
| 2    | 空       | KUU       | たかおかよしお | 武藤技闇       | 小岩井壱悟     | 粟井重紀         | 2002年2月25日  |
| 3    | 久美子   | KU-MI-KO  | たかおかよしお | よしもときんじ | よしもときんじ | やまもと         | 2002年8月25日  |
| 4    | 日奈美   | HI-NA-MI  | たかおかよしお | よしもときんじ | よしもときんじ | やまもと、韓鎮男 | 2003年7月24日  |

工作人員
- 企畫：金木怪男、天地悠大
- 監督：よしもときんじ
- 系列構成：たかおかよしお
- 人物設計：牧田良信（第1、2、3巻）、よしもときんじ（第4巻）、岡田豊廣（第4巻）
- 美術監督：池端茂（第1、2巻）、伊谷たかし（第3、4巻）
- 色彩設計：中田亮太
- 撮影監督：川越三郎
- 音樂：アン・フー
- 音響監督：黛計
- 製作人：雅太郎、越中おさむ
- 動畫製作：Arms
- 動畫製作協力：スタジオジャイアンツ、スタジオ九魔、韓鎮アニメーション
- 製作：GREEN BUNNY

## 外部連結
- 官方網站 （页面存档备份，存于）（日語）